# Булгаков, Сергей Васильевич
Сергей Васильевич Булгаков (1 октября 1859 — 1932) — русский духовный писатель.

## Биография
В 1879 году окончил Московскую духовную семинарию. В 1883 году окончил Московскую духовную академии со званием магистранта.
Состоял преподавателем в Харьковской духовной семинарии; с 1901 по 1911 год был инспектором классов Харьковского института благородных девиц.

## Публикации
- Образцы святоотеческой и русской проповеди (опыт гомилетической хрестоматии; Харьков, 1887)
- Практическое руководство к совершению богослужения православной церкви (Харьков, 1893)
- Месяцеслов и Триодион православной церкви (5 вып., Харьков, 1898)
- Настольная книга для священно-церковно-служителей (1-е изд., Харьков, 1892; 2-е изд., Харьков, 1900; 3-е изд., Киев, 1913,  1993, Москва [репринт])
- Справочник по ересям, сектам и расколам (1913, переиздан в 2004)
- Монастыри в 1913 году // Русские монастыри : Центральная часть России : Град Москва. Рязанская, Тульская, Брянская, Калужская, Смоленская, Тверская, Ярославская, Владимирская, Московская епархии. — М.: Очарованный странник, 1995. — 396 с.